# 아크릴로나이트릴
아크릴로나이트릴(Acrylonitrile) 또는 아크릴로니트릴은 화학식 CH2CHCN을 갖는 유기 화합물이다. 무색의 휘발성 액체이지만 상업용 샘플은 불순성 때문에 노란색일 수 있다. 마늘향이나 양파향의 자극적인 냄새를 낸다. 분자기하 면에서 나이트릴 하나에 연결된 바이닐기 하나로 구성된다. 폴리아크릴로나이트릴과 같은 유용한 플라스틱의 제조를 위한 중요한 단량체이다. 낮은 양에도 반응적이고 독성이 있다. 1893년 프랑스의 화학자 Charles Moureu(1863-1929)가 처음 합성하였다.